# Stephanion

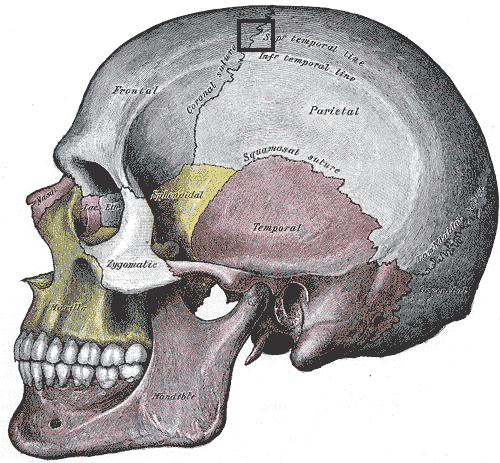
A koponya oldalról (a fekete négyzet jelöli a stephaniont)

A stephanion egy pont a koponyán ahol a linea temporalis superior keresztezi a koszorúvarratot. Koponyaméréstanban használják.

## Külső hivatkozások
- A 22-es